# Шахиди, Зиядулло Мукадасович
Зиядулло́ Мукада́сович Шахиди́ (тадж. Зиёдулло Шаҳидӣ; 4 мая 1914, Самарканд, Российская империя — 25 февраля 1985, Душанбе, Таджикистан) — советский таджикский композитор и педагог. Народный артист Таджикской ССР (1964).

## Биография
Ученик Владимира Фере, Александра Ленского и Сергея Баласаняна. В 1956—1960 годах Председатель правления Союза Композиторов Таджикской ССР. Писал музыку к кинофильмам. Член КПСС с 1950 года.
Творчеству композитора посвящён документальный фильм «Макомы Шахиди» (1980).
Скончался 25 февраля 1985 года, похоронен на кладбище «Сари Осиё».
Его сын Толибхон Шахиди (род. 1946) тоже композитор, а внук продюсер Табриз Шахиди (род. 1975).

## Сочинения
- опера «Комде и Модан» (по Бедилю, 1960, Душанбе)
- опера «Рабы» (по Садриддину Айни, 1980, Душанбе)
- симфоническая поэма «1917-й год» (1967)
- симфоническая поэма «Бузрук» (1972)
- «Симфония макомов» (1977)
- «Торжественная поэма» (1984)
- 5 симфонических сюит (1956—1975)
- вокально-симфоническая поэма «Памяти Мирзо Турсун-заде» (1978)
- вокально-симфоническая поэма «Ибн Сина» (1980)
- Ситораи
- струнный квартет (1981)

## Награды
- ? Орден «Знак Почёта»
- 1957 — Орден Трудового Красного Знамени[2]
- 1964 — Народный артист Таджикской ССР
- 1984 — Государственная премия Таджикской ССР им. А.Рудаки